# Anarkali Kaur Honaryar
Anarkali Kaur Honaryar (en darí: انارکلی هنریار‎ ) es una política afgana sij. Activista de los derechos de las mujeres  es además dentista y médica.
Hay alrededor de 30.000 sijs e hindúes en Afganistán, Kaur Honaryar pertenece a esta comunidad. Fue la primera no musulmana de la Asamblea Nacional de Afganistán.

## Trayectoria
Cuando los talibanes fueron derrocados en 2001, Honaryar estudió medicina en la Universidad de Kabul. Fue miembro de la Jirga que eligió al gobierno interino de Afganistán tras la caída del régimen talibán, y también miembro del Comité de la Constitución afgana. En 2006, se convirtió en miembro de la Comisión Independiente de Derechos Humanos de Afganistán.
En 2010, Honaryar fue elegida para la Cámara de los Ancianos del país siendo la primera mujer no musulmana en lograrlo; dejó su cargo a mediados de 2015.
El 22 de agosto de 2021, llegó a la India junto a los indios rescatados por las fuerzas indias de Afganistán tras la caída de Kabul ante los talibanes en 2021.

## Reconocimientos
Honaryar es una conocida activista de derechos humanos y ha sido galardonada con el Premio Madanjeet Singh Unesco para la Promoción de la Tolerancia y la No Violencia "por su labor en favor de las mujeres que sufren abusos domésticos, matrimonios forzados y discriminación de género y por su compromiso de promover los ideales de la dignidad humana, los derechos humanos, el respeto mutuo y la tolerancia en su país." También fue elegida por Radio Free Europe como Persona del Año en 2009.